# Коледино
Коледино (біл. вёска Каледзіно) — село в складі Молодечненського району Мінської області, Білорусь. Село підпорядковане Тюрлівській сільській раді, розташоване в західній частині області.